# Mimosa goyazensis
Mimosa goyazensis är en ärtväxtart som beskrevs av George Bentham. Mimosa goyazensis ingår i släktet mimosor, och familjen ärtväxter. Inga underarter finns listade i Catalogue of Life.